# Українська церковна історіографія
Усупереч дещо недоречній назві, йдеться про історіографію (не лише україномовну), присвячену різним виявам досьогоднішнього розвитку Християнства на українських землях. При цьому, до поняття «українських земель» кожен історик підходить по-своєму; також варто зважати на різні смисли використання терміна «християнство» цими істориками.

## До ХІХ століття
Початкові писані матеріали до історії Української Церкви сягають до княжих часів. Вони занотовані в найстарших пам'ятках українського письменства: хроніках, життєписах визначних церковних діячів та описах церков і монастирів. У них багато матеріалу до історії самої Церкви, бо автори були здебільша особи духовного стану. Частина тих пам'яток збереглася в «Повісті врем'яних літ», у Київському та Галицькому літописах та інших писаннях того часу.
За литовсько-польської доби ця церковно-історична традиція продовжувалася, зокрема в другій половині XVI та на початку XVII століття у загальних і церковно-монастирських хроніках, збірниках та пам'ятках, пов'язаних з церковною діяльністю. Більше історіографічних праць появилося під час релігійної боротьби й полеміки після Берестейської унії 1596, хоч у більшості вони були політичного характеру. Ця релігійна боротьба, як і широко розгорнена культурна діяльність митрополита Петра Могили, зокрема, його Київської Колегії, дали початок справжнім історичним трактатам, хоч вони здебільша були похідними від богословських та біографічних праць, як це бачимо в Густинському літописі, в записках Петра Могили, «Патериконі» Сильвестра Косова та пізніших працях унійного єпископа Якова Суші.
Перші наукові праці з історії Церкви, хоч здебільша писані в політичних цілях, появилися в колах Київської Академії з православного боку, з католицького — в середовищі вчених Василіянського Чину. До них належать праці архієпископа Георгія Кониського, Миколи Бантиш-Каменського («Историческое известие о возникшей в Польше Унии», 1795, вид. 1805), католицького митрополита Льва Кишки та інших. Найпершою галузевою історією Української Церкви була праця василіянина Ігнатія Кульчинського «Specimen Ecclesiae Ruthenicae ab origine susceptae fidei ad nostra utque tempora» (Рим, 1733).
На окремі теми та локальні проблеми Української Церкви того часу залишили праці Ігнатій Стебельський, Іван Ольшевський, Корнилій Срочинський, Максиміліян Рилло, Климентій Ходикевич та Йоаникій Базилович.

## ХІХ— поч. ХХ століття (до 1914)
Систематичні наукової праці з історії Церкви, зокрема про Київські церковні пам'ятки, визначні історичні осередки та постаті в Україні, почали з'являтися на початку XIX століття. Центром тих студій була після 1819 року Київська Духовна Академія. Початок зробив київський митрополит Євгеній Болховитинов РПЦ своїми працями про Софійський собор та історію Київської митрополії (1825) й Печерську Лавру (1826). Вихованцями Київської Духовної Академії були визначні церковні історики Макарій Булгаков, автор монументальної праці «История Русской Церкви» (І — XII, 1857—1883); архієпископ Філарет Гумілевський, Гавриїл Розанов, катеринославський архієпископ Теодосій та інші.
У Києві, крім Духовної Академії, постали інші наукові осередки, які до своїх програм включали також досліди з історії Церкви: Київська Археографічна Комісія, Історичне Товариство Нестора Літописця, журнал «Киевская Старина», пізніше ще й Українське Наукове Товариство. Вони мали вплив і на інші наукові осередки, зокрема в Харкові, Полтаві, Чернігові та Одесі. Під їх впливом постали також провінційні археологічні церковні товариства, архіви та музеї, головно на Волині та Поділлі, які зібрали чимало історичного матеріалу й залишили окремі праці з ділянки своїх зацікавлень.
ХІХ століття зокрема багате на видання архівних матеріалів і документів до історії Української Церкви. До них треба ще зарахувати документи, зібрані Миколою Петровим (I — V тт.) і Федором Титовим, (I — V тт.). до історії Київської Академії, а також А. Тайнером і Євгеном Шмурлом.
У тих самих роках збагатили своїми працями українську церковно-історичну літературу такі науковці: Филип Терновський («Очерки из истории Киевской єпархии в 18 ст.», 1879), Сергій Терновський («О подчинении Киевской митрополии Московскому патриархату» (1872), Іван Малишевський («Киевские церковные соборы», 1884); «Западная Русь в борьбе за веру и народность» (І — II, 1895—1897), Степан Голубєв («Петр Могила и его сподвижники», І — II, 1883—1898), Федір Титов («Русская Православная Церковь в Польско-Литовском государстве в 17 — 18 вв.», І — III, 1905—1916; «История Киево-Печерской Лавры», І — II. Церковну історію досліджували Петро і Феофан Лебединцеви, а також Микола Оглоблин, С. Крижановський, П. Орловський, С. Курганович, І. Риболовський, М. Шпачинський, А. Білгородський, Володимир Чехівський, А. Осинський, Віктор Іваницький, М. Мухин, А. Криловський та багато інших, що друкували праці переважно в «Трудах Киевской Духовной Академии». Дослідники з цієї школи залишили також праці про Церкву на Гетьманщині в другій половині XVIII століття (А. Диянин). Початки християнства на українських землях досліджували Володимир Пархоменко («Начало христианства на Руси», 1913; «Очерк истории Переяславско-Бориспольской єпархии 1733—1785 в связи с общим ходом малороссийской жизни того времени», 1910) і Наталя Полонська-Василенко («К вопросу о христианстве на Руси до Владимира», 1917).
Хоч працювали поза Україною, праці з історії Української Церкви залишили ще: Іларіон Чистович («Очерк истории западнорусской Церкви», І — II, 1882—1884; «Феофан Прокопович и его время», 1868), Платон Жукович («Сеймовая борьба православного западно-русского дворянства с церковной унией, 1602—1632»; І — VI, 1901—1912), Костянтин Харлампович («Малороссийское влияние на великорусскую церковную жизнь», 1914). 3-поміж інших українських істориків писали також на церковно-історичні теми: Володимир Антонович (про стан православної церкви 17 — 18 ст.), Орест Левицький (про Православну Церкву в польсько-литовській державі, церковні справи на Запоріжжі й інші), Михайло Максимович (про церковну старовину Київщини та Переяславщини), Микола Костомаров (про причини і характер унії в Україні і Білорусі), Микола Іванишев (про початки унії), Олександр Лазаревський (про духовенство в Гетьманській державі), Микола Василенко і Михайло Грушевський (головно у його великій «Історії України-Руси» та праці з історії релігійної думки).
Тоді чимало російських істориків залишили праці з історії Української Церкви, хоч написані звичайно в рамках загальної історії Церкви в Російській Імперії: Микола Карамзін, Сергій Соловйов, Василь Ключевський; церковні історики: Амвросій Орнатський («История российской иерархии», І — VI, 1807—1815), Генадій Карпов, Віталій Ейнгорн, Ілля Шляпкин, Михайло Приселков («Очерки по церковно-политической истории Киевской Руси X — XII вв.», 1913) і гол. — Євгеній Ґолубінський («История Русской Церкви», тт. І — II, 1880—1917).

## Західна Україна (до 1917) і чужомовні праці
У Галичині з осередком у Львові на церковно-історичні, переважно локальні, теми писали: Михайло Гарасевич («Annales Ecclesiae Ruthenae», 1862), Діонісій Зубрицький, Т. Захаріясевич, Яків Головацький, Михаїл Малиновський («Die Kirchen— u. Staats Satzungen bezüglich des griechisch-katholischen Ritus der Ruthenen in Galizien», 1861), Антін Добрянський (про перемишльських єпископів), Ісидор Шараневич та А. Петрушевич («Сводная Галицко-русская летопись», 6 кн., в яких головну увагу присвячено різним подіям з життя Церкви в Галичині).
1878—1880 у Відні вийшла велика праця у двох томах Юліяна Пелеша «Geschichte der Union der ruthenischen Kirche mit Rom», яка охоплює історію Української Церкви від Берестейської унії до 1879. На той час одним з більших наукових і видавничих осередків було Ставропігійське Братство у Львові, яке, крім інших праць, видало цінні «Monumenta Confraternitatis Stauropigianae Leopoliensis» (I — II, 1895—1898), зібрані Володимиром Мильковичем; та Наукове Товариство ім. Шевченка зі своїми «Записками», в яких появилося чимало праць з історії Церкви таких авторів, як Олександр Сушко, Б. Бучинський, Іван Франко, Кирило Студинський (до історії Берестейської унії) та Федір Срібний (з історії Львівського Братства).
На Закарпатті проблемам Церкви присвячували увагу такі автори: Михайло Лучкай, Олександр Духнович («История Пряшевской єпархии», 1877, англ. переклад 1971), Іван Дулишкович, Юрій Жаткович та Антоній Годинка (видав у 1911 році 527 документів до історії Мукачівської єпархії 1458—1715; документи в ориґіналах, пояснення угорською мовою).
З-поміж польських науковців проблемами Української Церкви в колишній Польщі цікавилися: Антоній Прохаска, Владислав Абрагам, К. Стадницький, Ян Марек Ґіжицький (Волиняк) та інші. Важливі праці видав Едвард Ліковський: «Hystorya Unii Kościoła Ruskiego z Kościołem Rzymskim» (1875) і «Dzieje Kościoła Unickiego na Litwie і Rusi w XVIII — XIX wieku» (I — II, 1906). З-поміж західно-європейських дослідників гідні уваги Леопольд Карл Ґец («Das Kiewer Höhlenkloster», 1904), Й. Фідлер (праці з історії унії) та Поль Пірлінґ («La Russie et le Saint-Siège», I — V, 1896).

## 1917—1939 роки
У радянській Україні за цей період дальші наукові дослідження з історії Церкви зовсім припинилися, за винятком студій над церковною археологією і мистецтвом. Натомість осередком церковно-історичних православних студій стали Український Науковий Інститут у Варшаві, Православний Богословський Факультет у Варшавському Університеті та Православна Богословська Семінарія в Крем'янці. У цих осередках видано такі важливі праці: «Православна церква в минулому і сучасному житті українського народу» (1940) Дмитра Дорошенка, «Українські джерела церковного права» (1931) й «Автокефалія» (І — II, 1935—1938) Олександра Лотоцького. Автором низки розвідок і монографій про початки християнства в Україні й участь мирян у церковному управлінні був В'ячеслав Заїкін; про Церкву в XVII — XVIII ст. писали Іван Огієнко, Василь Біднов (праці з історії Церкви під Польщею і в Литві та про церковний устрій на Запоріжжі); Еуґеніуш Сакович видав «Kościoł Prawosławny w еросе Sejmu Wielkiego 1788—1792» (1934).
Вільно розвивалася за того часу українська католицька історична наука на Західній Україні та на Закарпатті з такими науковими осередками: Українська Богословська Академія та Українське Наукове Богословське Товариство у Львові з квартальником «Богословія», «Записки Чина св. Василія Великого» (Жовква-Львів) та частково НТШ у Львові.
Між світськими церковними істориками, що працювали і друкувалися при одному з тих осередків і пізніше за кордоном, гідні уваги: Степан Томашівський («Петро, перший митрополит України-Руси», 1928; «Вступ до історії Церкви на Україні», 1922), Микола Чубатий («Історія християнства на Русі-Україні», І — II, 1965—1976, доведена тільки до 1458), Микола Андрусяк (численні студії з історії Церкви в Галичині в XVII століття), а також Іван Крип'якевич, Меланія Бордун та Амвросій Андрохович. З працями про українську церковну архітектуру і мистецтво виступали: Володимир Січинський, Володимир Залозецький, Микола Голубець, Іларіон Свєнціцький та Михайло Драган.
З-поміж церковних істориків-священиків зокрема помітні: Йосафат Скрутень, Теофіль Коструба («Нариси з церковної історії України X—XIII ст.», 1939), Роман Лукань, Андрій Іщак, Макарій Каровець («Велика Реформа Чина св. Василія Великого», І—IV, 1933—1938), також Теодозій-Тит Галущинський, Петро Табінський, єп. Григорій Лакота й Іван Рудович. На окрему увагу заслуговує праця В'ячеслава Липинського («Релігія і Церква в історії України», 1925).
На Закарпатті над місцевими церковно-історичними проблемами працювали: Антоній Годинка, Олексій Петров, Євген Перфецький, Василь Гаджеґа, Микола Лелекач і Гліб Кінах. На Буковині дослідження місцевої церковної історії провадили С. Дашкевич, Євген Козак, Тарас Тимінський.

## Після 1945 (і до 1979)
По другій світовій війні осередком православної історіографії були спершу: Богословська Академія УАПЦ у Мюнхені, пізніше Православний Науковий Богословський Інститут, який потім перенесено до США, та Українське Православне Товариство в Канаді. Крім багатьох статей та студій митрополита Іларіона (І. Огієнка), заслуговують на увагу праці Івана Власовського «Нариси з історії Української православної церкви» (І — IV тт., 1955—1966) і Наталі Полонської-Василенко «Історичні підвалини УАПЦ» (1964) та монографія Аркадія Жуковського «Петро Могила й питання єдности Церков» (1969). Над історією церковного мистецтва працювали Петро Курінний, Олекса Повстенко, Всеволод Кармазин-Каковський і Святослав Гординський.
Осередком української католицької історіографії став по другій світовій війні Рим з виданням «Записок ЧСВВ», які 1949 відновлено з поділом на три секції за редакцією о. Атанасія Великого. У першій секції («Праці») появилося досі 54 монографії, з яких майже всі з історії Української Церкви; у другій секції (властиві «Записки») — 15 томах; у третій секції («Документи») — досі опубліковано 55 томів матеріалів та документів з ватиканських архівів.
У Римі після повернення Верховного Архієпископа Йосифа Сліпого відновило свою видавничу діяльність Українське Наукове Богословське Товариство і започаткував Український Кататолицький Університет ім. св. Климента. Крім численних монографій та історичних статей у відновленій «Богословії», в цьому осередку видано також 14 томів документів під назвою «Monumenta Ucrainae Historica» (1964—1977).
З цього часу гідні уваги такі священики-історики; Атанасій Великий («З літопису християнської України», 9 тт., 1968—1977), Іриней Назарко (зокрема монографія про св. Володимира Великого), Михайло Ваврик («Нарис розвитку і стану Василіянського Чина впродовж XVII—XX ст.», 1978), а далі Ісидор Нагаевський, Мирослав Шегда, Стефан Семчук, Ісидор Патрило, Мирослав Марусин, Іван Хома, Порфирій Підручний, Мелетій Войнар (дослідник історії чину Василіян і каноніст), Мелетій Соловій (монографія про Мелетія Смотрицького), Орест Купранець, Родіон Головацький, Алойзій Глинка (студія про митрополита Григорія Яхимовича і знищення унії на Холмщині), Іван Прашко (про Київську митрополію у 1655—1965 pp.), Борис Балик, Дмитро Блажейовський (праці про владу Київських митрополитів та про духовну освіту) та Богдан Курилас.
Різні аспекти історії Церкви на Закарпатті опрацювали В. Бойсак, Олександр Баран, Ю. Кубіній, Атанасій Пекар і В. Шереґій. З-поміж світських істориків працювали Степан Баран, Василь Ленцик, Богдан Казимира, Петро Ісаїв і Леонід Соневицький. На окрему увагу заслуговує синтетична праця Григорія Лужницького «Українська Церква між Сходом і Заходом» (1954) і збірник за редакцією Володимира Янева «Релігія в житті українського народу» (1966). У 1951—1954 роках появилася також серія історичних студій про теорію т. зв. «Третього Риму» (Олександр Оглоблин, Наталя Полонська-Василенко, Борис Крупницький, Василь Гришко, Іван Мірчук, Ганс Кох). Над проблемами Церкви в Україні після Другої світової війни працювали Інститут для вивчення СССР у Мюнхені (білоруська вчена Н. Теодорович та інші), Леонід Соневицький, Павло Грицак, Іван Коровицький, Аркадій Жуковський, зокрема щодо радянського періоду — Богдан Боцюрків і Василь Маркусь.
Про євангельські рухи та секти в Україні писали: Михайло Грушевський («З історії релігійної думки на Україні», 1925), В'ячеслав Липинський, Домет Олянчин, Григорій Домашовець (монографія «Нарис історії Української Євангельсько-Баптистської Церкви», 1967), Олександр Домбровський. Серед польських істориків, що заторкували релігійні справи в Україні, слід згадати В. Закрасевського, І. Шуйського, І. Буковського, Щ. Моровського, К. Ходиницького і С. Кота.
З чужомовних такі видання містили матеріали з української церковної історії: російські — «Чтения в Обществе Истории Древностей российских» при Московському Університеті, «Христианское чтение» (Петербург), «Вестник Юго-Западной России» (Київ-Вильно); польські — «Kwartalnik Historyczny» (Львів), римські — видання Папського Східного Інституту в Римі (праці М. Бавмґартена, Ґ. Гофмана, Й. Крайцара, М. Лацка й інших). Український церковний розвиток на тлі загально-європейської історії розглядає А. Амман («Abriss der ostslawischen Kirchengeschichte», 1950). Про проблеми Української Церкви писали ще такі іноземні історики: поляки — К. Левіцький, К. Ходиницький, А. Лапіньський, Й. Умінський, А. Деруґа, В. Мейштович, Т. Длуґош, А. Петрані, Л. Бєньковський. Зокрема треба відзначити велику монографію Оскара Галецького («From Florence to Brest 1439—1596», 1958); німці — Ганс Кох, Е. Вінтер, А. Ціґлер, А. Корчок і Й. Мадей; французи — Б. Ліб і А. Жобер; росіяни — Є. Шмурло, М. Таубе, В. Мошин, Г. Острогорський, А. Карташев і Г. Федотов; румунські історики писали про Петра Могилу та Григорія Цамблака (П. Панайтеску, Т. Йонеско, Е. Турдяну); чеський візантолог Френсіс Дворнік зупинявся на питаннях Церкви в Київській Русі. У 1970-х роках справами церковної історії на українських землях почали цікавитися також історики в СССР: Б. Рамм «Папство и Русь в X—XV ст.» (1959), «Церковъ в истории России IX в. — 1917 г.», ред. Н. Смирнов (1967), Я. Щапов «Княжеские Уставы и Церковь в Древней Руси» (1972).